# Asia Carrera
Asia Carrera, geboren als Jessica Andrea Steinhauser (New York, 6 augustus 1973), is een Amerikaans pornoactrice van Japanse en Duitse afkomst.

## Biografie
Jessica Steinhauser was de eerstgeborene in het gezin van een Japanse vader en een Duitse moeder. Ze groeide op in Little Silver, New Jersey waar ze als kind pianoles kreeg waarna ze tweemaal optrad in Carnegie Hall. Op 16-jarige leeftijd gaf ze Engels op het Tsuruga College in Tsuruga, Fukui, Japan.
Carrera heeft een IQ van 156 en is lid van Mensa.
Tussen 1993 en 2004 maakte Carrera meer dan 400 pornofilms. Ze was de eerste niet-blanke pornoactrice die de AVN Female Performer of the Year Award won.
In 2010 werkte Carrera mee aan de documentaire After Porn Ends over het leven van pornoacteurs na hun carrière.
In 2011 werd Carrera door Complex Magazine op de 5e positie geplaatst in de "The Top 50 Hottest Asian Porn Stars of All Time."

## Filmografie (selectie)
- 1993: Radical Affairs 7
- 1993: Superboobs
- 1993: Titty Bar 2
- 1994: Bad Girls 01: Lockdown
- 1994: Bonnie & Clyde 3
- 1994: CineSex
- 1994: CineSex 2
- 1994: Elements of Desire
- 1994: The Masseuse 2
- 1994: Sex
- 1994: The Swap 2
- 1994: Up & Cummers the Movie
- 1995: Comeback
- 1995: Corporate Affairs
- 1995: The Player
- 1995: Shame
- 1996: A is for Asia
- 1996: Her Name Is Asia
- 1996: Satyr
- 1997: Corporate Assets 2
- 1997: Deep Inside Asia Carrera
- 1997: Diva 3: Pure Pink
- 1997: New Wave Hookers 5
- 1997: Take 69
- 1997: Ultimate Submissives 7 - Best of Asia Carrera
- 1998: Appassionata
- 1998: Betrayal
- 1998: The Big Lebowski als Sherry in 'Logjammin' (onvermeld; reguliere film)
- 1998: Raw Sex 5
- 1999: Search for the Snow Leopard
- 2000: Dance Naked
- 2001: Without Charlie (reguliere film)
- 2004: Sweatshop
- 2004: Angels
- 2010: After Porn Ends (documentaire)

## Prijzen en nominaties
- 1995: AVN Female Performer of the Year Award[2]
- 2000: AVN Award - Best Couples Sex Scene – Film (Search for the Snow Leopard)[2]
- 2000: Nominatie voor AVN Award - Best Actress – Film[3]
- 2001: Opgenomen in de AVN Hall of Fame[4]
- 2007: Opgenomen in de XRCO Hall of Fame – XRCO Members' Choice[5][6]